# جاك برينكلي
جاك برينكلي هو محامي وضابط وسياسي أمريكي، ولد في 22 ديسمبر 1930 في Faceville, Georgia ‏ في الولايات المتحدة، وتوفي في 23 يناير 2019 بسبب نوبة قلبية. نشط حزبياً في الحزب الديمقراطي. وقد انتخب عضو مجلس نواب جورجيا ‏ وانتخب عضو مجلس النواب الأمريكي ‏.